# Selahattin Adil
Selahattin Adil (19 ianuarie 1882, Constantinopol – 27 februarie 1961, Istanbul) a fost un ofițer în armata otomană și general în cea turcă. A participat în Primul Război Mondial și la Războiul turc de independență, fiind comandantul trupelor de restaurație a Istanbulului.
În 1923, după ce a părăsit serviciul militar, a devenit guvernator al provinciei Adana și membru în Marea Adunare Națională a Turciei. După moartea sa, survenită pe 27 februarie 1961, a fost înmormântat în cimitirul Zincirlikuyu.